# 希林
51°43′11″N 26°42′51″E / 51.71972°N 26.71417°E
希林（烏克蘭語：Хилін），是烏克蘭西北部的村莊，隸屬里夫內州的薩爾內區。該村始建於1800年，面積0.06平方公里，海拔高度138米，2001年人口22，人口密度每平方公里366.7人。